# Kiwani
Kiwani è una circoscrizione rurale (rural ward) della Tanzania situata nel distretto di Mkoani, regione di Pemba Sud. Conta una popolazione di 3 026 abitanti (censimento 2012).